# Arbeteta
Arbeteta es un municipio y localidad española de la provincia de Guadalajara, en la comunidad autónoma de Castilla-La Mancha. El término municipal tiene una población de 16 habitantes (INE 2024) y forma parte del parque natural del Alto Tajo. 

## Geografía
Se encuentra entre el principio de las serranías del Alto Tajo, hacia el este, y a continuación de la Alcarria y de las zonas del embalse de Entrepeñas, hacia el oeste. Por el oeste están los pueblos de Sacedón, Córcoles, Alcocer, Millana y Peralveche, entre otros. Por el este, la zona de Cifuentes, se encuentran Trillo, La Puerta, Pareja y las Tetas de Viana. Parte de su término municipal está dentro del parque natural del Alto Tajo. 

## Historia
A mediados del siglo XIX, el lugar tenía contabilizada una población de 610 habitantes. La localidad aparece descrita en el segundo volumen del Diccionario geográfico-estadístico-histórico de España y sus posesiones de Ultramar de Pascual Madoz de la siguiente manera: 

ARBETETA: v. con ayunt. de la prov. y adm. de rent. de Guadalajara (12 leg.), part. jud. de Cifuentes (5), aud. terr. y c.g. de Madrid (22), dióc. de Cuenca (12): sit. en la parle media de dos veguitas que se unen al S. en terreno áspero, rodeado de elevadas sierras, sin embargo de lo cual está bien ventilado: su clima es frio, y se padecen con mas frecuencia dolores reumáticos y las fiebres estacionales, que algunas veces degeneran en inflamatorias: tiene 140 casas, algunas regulares y con las comodidades necesarias para un pueblo, pero la mayor parte bajas y mal distribuidas; la plaza y calles que forman son regulares, aunque de mal piso, pues su empedrado es el natural del suelo: hay casa municipal, que sirve tambien de cárcel, pósito, con el fondo de 35 fan. de trigo, escuela desempeñada por el sacristan, que percibe cierta retribucion en granos por repartimiento vecinal, y ademas la que satisfacen los 30 niños de ambos sexos que á ella concurren; igl. parr. matriz de la de Valtablado, con el título de San Nicolás, y curato perpétuo de provision del ordinario en concurso general: solo ofrece de particular su veleta, que es una estátua ó figura de hierro de 2 1/2 varas de altura: en los afueras al N. se halla un edificio fáb. de vidrio; al NE., sobre una elevacion de piedras bastante considerable, las ruinas de un ant. cast.; al E. una fuente pública de escelente agua, que da la suficiente para los usos domésticos de los vec. y de sus ganados, y al S. el cementerio bien ventilado que no perjudica á la salubridad. Confina el térm. por N. con el r. Tajo á 1 leg., que divide los confines de los de Carrascosa de Tajo, y con los térm. de Armallones y Valtablado del Rio; por É. con los del mismo Armallones y Villanueva de Alcoron; S. el Recuenco, y O. con los de Peralveche y Morillejo, á dist. todos de 1/2 á 1 leg.: de estas tierras solo estan en cultivo 1,400 almudes, y son; 100 de primera calidad, 300 de segunda y 1,000 de tercera, con unos pequeños huertos inmediatos al pueblo, que se riegan con el agua sobrante de la fuente; lo demas del terreno es montuoso, pedregoso, árido, de poca miga, y de secano : los montes forman cord. con los de los pueblos inmediatos, y estan cubiertos de pinos, chaparro y otros arbustos de mata baja: ademas del r. Tajo que deslinda el térm. por el N., cuyas profundas aguas no se utilizan en cosa alguna, corre no lejos de la pobl. un arroyo que en tiempo de lluvias da movimiento á un molino de harina: los caminos son locales y de herradura: se recibe el correo por medio de propio en el Recuenco: prod.: trigo, cebada, avena y pocas legumbres, no bastando ninguna de estas especies para el consumo: se mantienen 2,000 cab. de ganado lanar y cabrio, 70 mulas de labor, 80 reses de vacuno, 16 caballerias menores, algunas colmenas y mucha caza de todas clases: ind.: una fáb. de vidrio ordinario, en la que se hacen botellas, vasos, porrones, vidrios planos y demas art. de este género; elaboracion de trementina, pez, resina y agua-rás, y un molino harinero: sus operaciones de comercio consisten únicamente en la estraccion de los efectos de sus fáb., conduccion de drogas, pescados y otros géneros, y de los cereales, aceite y vino que les falta: pobl.: 153 vec., 610 alm.: cap. prod.: 2.170,000 rs.: imp.: 195,300: contr.: 9,057 rs. 28 mrs.: por culto y clero: 3,171 rs. 16 mrs.: presupuesto municipal: 2,500, y se cubre con los fondos de propios que consisten en 700 rs., que prod. un horno de pan cocer, y 300 una posada; lo restante por repartimiento vecinal.
(Madoz, 1845, p. 459)

## Demografía
Arbeteta cuenta con una población de 16 habitantes (INE 2024).
| Gráfica de evolución demográfica de Arbeteta entre 1842 y 2021                                                      |
| |
| Población de derecho según los censos de población del INE Población de hecho según los censos de población del INE |

| 1991 |  | 1996 |  | 2001 |  | 2004 |  | 2007 |  | 2010 |  | 2013 |  | 2015 |
| ---- |  | ---- |  | ---- |  | ---- |  | ---- |  | ---- |  | ---- |  | ---- |
| 51   |  | 52   |  | 64   |  | 59   |  | 50   |  | 36   |  | 36   |  | 29   |

## Fiestas
Las fiestas se celebran el último fin de semana de agosto, adelantándose a la fiesta patronal del Santísimo Cristo de la Vera Cruz. Durante ese fin de semana se organizan diversas actividades, como bailes a cargo de la orquesta, competiciones de naipes, encierros por las calles, becerradas y caldereta.
La matanza se celebra el último fin de semana de febrero.

## Patrimonio

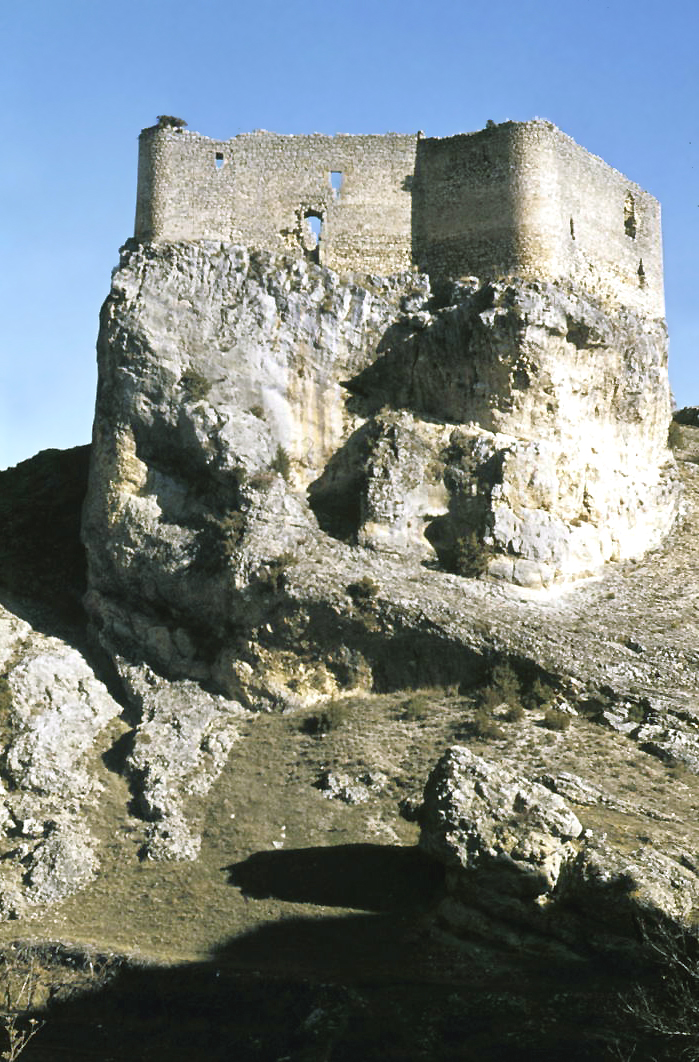
Castillo de Arbeteta

En la localidad se encuentra una iglesia parroquial bajo la advocación de San Nicolás. En el municipio también se encuentran las ruinas del castillo de Arbeteta.